# Christiane Sadlo
Christiane Sadlo, född 25 januari 1954 i Ravensburg i Baden-Württemberg i dåvarande Västtyskland, är en tysk manusförfattare och journalist. 

## Inga Lindström
Sadlo använder sig av denna pseudonym för sina berättelser i svensk miljö. Filmerna, som oftast är 90 minuter långa och produceras för den tyska TV-kanalen ZDF, handlar oftast om kärlek i svensk herrgårdsmiljö sommartid. Man har gjort 70-talet filmer. Normalt gjordes fem stycken varje sommar med utgångspunkt från Nyköpingstrakten med ett produktionsteam på runt 50 personer. Filmerna lockar mellan fem och tio millioner tittare. 